# छ़
Cette page contient des caractères spéciaux ou non latins. S’ils s’affichent mal (▯, ?, etc.), consultez la page d’aide Unicode.
छ़, transcrite tsha, est une consonne de l’alphasyllabaire devanagari utilisé dans l’écriture du cachemiri. Elle est formée d’un tchha ‹ छ › et d’un point souscrit.

## Utilisation
Le tsha ‹ छ़ › est utilisé en cachemiri pour transcrire une consonne affriquée alvéolaire sourde aspirée [t͡sʱ], par exemple dans अछ़र् atshar, « faiblesse ».

## Représentations informatiques
- décomposé

| formes | représentations | chaînes de caractères | points de code       | descriptions                                                                  |
| ------ | --------------- | --------------------- | -------------------- | ----------------------------------------------------------------------------- |
| pleine | छ़               | छ◌़                    | U+091B U+093C        | lettre devanagari tchha, symbole devanagari noukta                            |
| morte  | छ़्               | छ◌़◌्                   | U+091B U+093C U+094D | lettre devanagari tchha, symbole devanagari noukta, symbole devanagari virama |